# 백신애
백신애(白信愛, 1908년 5월 19일 - 1939년 6월 25일)는 일제강점기에 활동한 대한민국의 여성 소설가이다.
경북 영천 출생이며, 대구사범 강습과를 졸업했다. 1928년에 단편 〈나의 어머니〉가 조선일보에 당선되어 문단에 등단했으며, 〈꺼래이〉(1933)를 발표하면서부터 문단의 주목을 받았다. 정열적이고 다혈질의 작가였으나 결국 미완성의 작품세계를 남기고 죽었다. 주요 작품에 〈정현수(鄭賢洙)〉, 〈정조원〉, 〈적빈〉, 〈광인수기〉, 〈소독부〉, 〈혼명(昏冥)〉 등이 있다.
문단으로부터 제대로 조명받지 못하다가 2007년, 한국작가회의 영천지회 등 영천 인근 후배문인들이 백신애의 작품을 하나둘씩 모으고, 그의 문학세계를 기리는 ‘백신애문학제’를 마련하면서 문학사적으로 자리매김되었다.

## 주요 작품
- 나의 어머니 (1929년)
- 꺼래이 (1934년)
- 적빈 (1934년)

## 같이 보기
- 백신애 문학상